# Prydniaprouje
Prydniaprouje (biał. Прыдняпроўе; ros. Приднепровье, Pridnieprowje) – wieś na Białorusi, w obwodzie witebskim, w rejonie orszańskim, w sielsowiecie Andrejeuszczyna, nad Dnieprem.
Od zachodu wieś graniczy z Orszą. Zachodnim skrajem wsi przebiega droga magistralna M8 (Petersburg - Odessa), która przekracza tu Dniepr.